# Grigorij Lipmanovič Sokolov
Grigorij Lipmanovič Sokolov, in russo Григорий Липманович Соколов? (Leningrado, 18 aprile 1950), è un pianista russo.

## Biografia

### Esordi e attività concertistica
Ha iniziato lo studio del pianoforte all'età di cinque anni. A sette, è stato ammesso al Conservatorio di Leningrado, dove ha studiato con Lea Zelichman e, in seguito, con Moisej Chal'fin.
A dodici anni ha dato il suo primo importante concerto e a sedici, ancora studente, ha ottenuto il primo premio (medaglia d'oro) all'edizione 1966 del Concorso pianistico internazionale Čajkovskij, con decisione unanime della giuria presieduta da Ėmil' Gilel's.
In quarant'anni di carriera, ha suonato con le maggiori orchestre mondiali, tra le quali: Philharmonia Orchestra, Concertgebouw di Amsterdam, New York Philharmonic, Gewandhausorchester Leipzig, la Filarmonica della Scala, le filarmoniche di San Pietroburgo e di Mosca, i Münchner Philharmoniker, la Montreal Symphony Orchestra, la Detroit Symphony Orchestra. Inoltre, ha collaborato con più di duecento direttori, tra cui: Valerij Gergiev, Neeme Järvi, Trevor Pinnock, Chung Myung-whun, Andrew Litton, Walter Weller, Herbert Blomstedt, Evgenij Svetlanov, Aleksandr Lazarev.
Nella sua attività concertistica più recente si è concentrato su programmi solistici, mentre le collaborazioni con le orchestre si sono fatte sporadiche.
Al Festival di Salisburgo debutta in concerto nel 2001 tornando dal 2007 al 2011, nel 2013 e nel 2014 con musiche di Chopin.
Nel 2008 ha partecipato al "Festival pianistico internazionale" di Brescia e Bergamo dove gli è stato assegnato il premio "Arturo Benedetti Michelangeli" e tiene un recital al Teatro La Fenice di Venezia.

### Repertorio e incisioni
Il suo repertorio, sin dagli esordi, è stato molto ampio e diversificato. Si estende da compositori del XVII e XVIII secolo (William Byrd, Froberger, Couperin, Rameau) ad autori contemporanei. Le sue interpretazioni di Johann Sebastian Bach sono considerate di assoluto rilievo, così come quelle di Chopin, Beethoven, Mozart, Brahms, Schumann, Schubert, Rachmaninov, Skrjabin, Ravel, Prokof'ev, Čajkovskij.
Sokolov è un artista che predilige l'esibizione dal vivo. Sebbene la sua discografia non sia cospicua, e sia costituita prevalentemente da incisioni dal vivo, è ben rappresentativa del suo repertorio. Tra i titoli, opere dei già citati Bach, Beethoven, Brahms, Chopin, Prokof'ev, Schumann, Schubert, Rachmaninov, Skrjabin. Ha infatti dichiarato: "Dei dischi non mi fido. Non danno la possibilità di valutare veramente un'esecuzione come le esibizioni dal vivo".
Nel 2002, di un suo concerto a Parigi, è uscito un DVD video, opera del regista e musicista francese Bruno Monsaingeon, già autore di importanti documentari musicali sui pianisti Glenn Gould e Svjatoslav Richter.

### Caratteristiche dello stile
Poco conosciuto al di fuori dell'ex Unione Sovietica sino ai tardi anni '80 ma ricercato dagli amanti della musica per pianoforte, è salito stabilmente alla ribalta internazionale con alcuni memorabili concerti, come la sua esecuzione del terzo concerto di Rachmaninov a Londra nel 1995, che suscitò viva impressione per maestria tecnica e nobiltà d'espressione. I suoi concerti ricevono ovunque accoglienze trionfali e la sua fama è mondiale.
È considerato uno dei maggiori pianisti viventi. Il suo stile pianistico è caratterizzato da una grande varietà timbrica, un sicuro dominio tecnico dello strumento e da un eloquio ampio. Le sue interpretazioni sono molto originali e sempre sorrette dalla notevole lucidità e profondità del pensiero musicale.
Profondo conoscitore del suo strumento, fin nei dettagli costruttivi, ha l'abitudine di esercitarsi lungamente anche nel giorno del concerto, per familiarizzare col pianoforte su cui dovrà esibirsi.
Pur avendo in passato insegnato per anni presso il Conservatorio di San Pietroburgo, da molto tempo si dedica esclusivamente all'attività concertistica. Ha una residenza a Verona.

## Discografia
- Bach: Die Kunst der Fuge - Grigorij Sokolov, 2001 Opus111
- Brahms: Ballads, Op. 10 - Sonata No. 3 - Grigorij Sokolov, 2002 Opus111/naïve
- Chopin: 24 Preludes Opus 28 (Paris June 17th, 1990) - Grigorij Sokolov, 2001 naïve
- Skrjabin, Prokof'ev, Rachmaninov - Grigorij Sokolov, 2003 Opus111
- Schubert Beethoven - Improvvisi/Hammerklavier + Bis (Live, Varsavia, 2013) - Sokolov, Deutsche Grammophon
- Sokolov - The Salzburg recital (Live, Festival di Salisburgo 2008) - Mozart/Chopin/Skrjabin/ Rameau/Bach, 2014 Deutsche Grammophon